# Peter Benjamin Golden

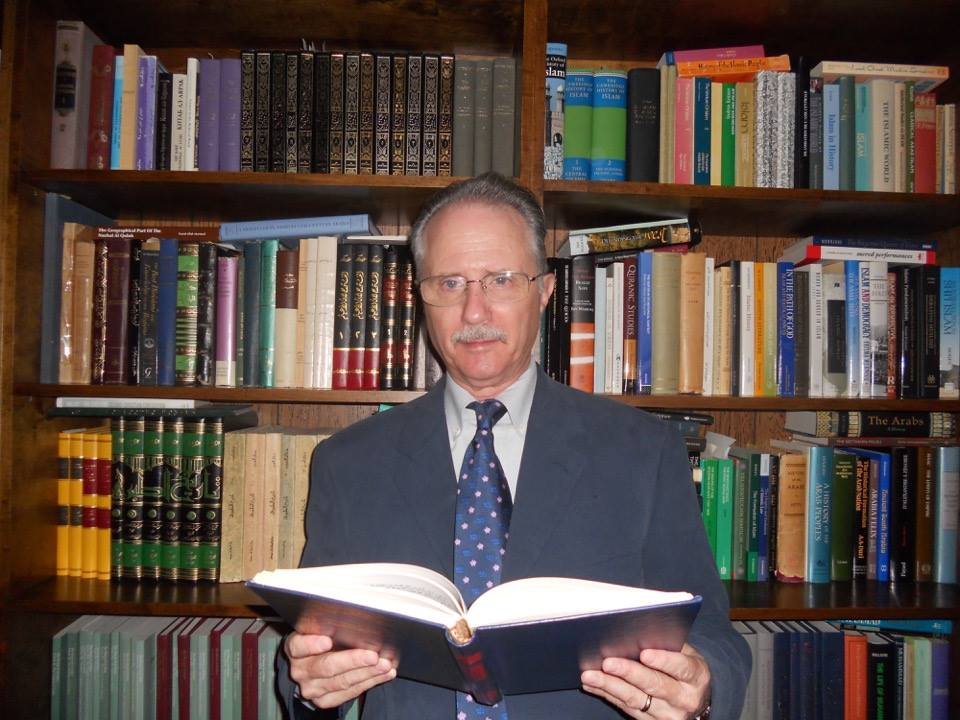
Peter Benjamin Golden

Peter Benjamin Golden (* 1941) war Professor für Geschichte an der Rutgers University. 
Goldens Forschungsschwerpunkte sind die türkischen Nomaden des mittelalterlichen Eurasien, deren Interaktionen mit Russland, Byzanz, dem Kaukasus und islamischen Ländern, türkische Philologie, ungarische Protogeschichte, kaukasische Studien und Ethnogenese. Das Hauptwerk des polyglotten Wissenschaftlers ist die Introduction to the History of the Turkic Peoples (1992), die auch ins Türkische übersetzt worden ist. 

## Auszeichnungen
- Ehrenmitglied der Türk Dil Kurumu (1989)
- Board of Trustees-Auszeichnung für Exzellenz in der Forschung (1994)
- Provosts Auszeichnung für ausgezeichnete Forschung (2005)

## Mitgliedschaften
- American Historical Association
- American Oriental Society
- Asian Studies Association
- Association for the Advancement of Central Asian Research
- Byzantine Studies Conference
- Central Asian Studies Association
- Early Slavic Studies Association
- Eurasian Linguistic Association
- Institute for Advanced Study
- Middle Eastern Studies Association
- Middle East Medievalists Association
- Mongolia Society
- National Endowment for the Humanities
- Society for Iranian Studies
- Society for the Study of Caucasia
- Turkish Studies Association
- Ukrainian Academy of Arts and Sciences in US
- World History Association
- World Turkology Association

## Werke
- Khazar Studies. An Historico-Philological Inquiry into the Origins of the Khazars (Chasaren-Studien. Eine geschichtlich-philologische Abfrage der Ursprünge der Chasaren), Bibliotheca Orientalis Hungarica, XXV, 1–2, Budapest : Akadémiai Kiadó, 1980, 2 Bände
- The Byzantine Greek Elements in the Rasûlid Hexaglot (Byzantinisch-griechische Elemente im rasulidischen Wortschatz), Archivum Eurasiae Medii Aevi, V(1985), pp. 41–166
- An Introduction to the History of the Turkic Peoples: Ethnogenesis and State-Formation in Medieval and Early Modern Eurasia and the Middle East (Eine Einführung in die Geschichte der türkischen Völker: Ethnogenese und Staatsgründung im mittelalterlichen und frühmodernen Eurasien und im Mittleren Osten), aus der Reihe: Turcologica, Bd. 9 (hrsg. Lars Johanson), Wiesbaden: Otto Harrassowitz Verlag, 1992
  - türkische Übersetzung: Türk Halkları Tarihine Giriş (Eine Einführung in die Geschichte der türkischen Völker), übersetzt Osman Karatay, Ankara: KaraM Yayınevi, 2002
- The King’s Dictionary. The Rasülid Hexaglot : Fourteenth-Century Vocabularies in Arabic, Persian, Turkic, Greek, Armenian and Mongolian (Des Königs Wörterbuch. Der rasulidische Wortschatz: Vokabeln des 14. Jahrhunderts im Arabischen, Persischen, Türkischen, Griechischen, Armenischen und Mongolischen), ediert mit einer Einleitung und Kommentar, übersetzt von T. Halasi-Kun, P.B. Golden, L. Ligeti, Ö. Schütz, mit Essays von P.B. Golden und T.Th. Allsen, Leiden : Brill Publishers, 2000
- Nomads and their Neighbours in the Russian Steppe. Turks, Khazars and Qipchaqs (Nomaden und ihre Nachbarn in der russischen Steppe. Türken, Chasaren und Kiptschaken) in Variorum Collected Studies series, Aldershot : Ashgate Publishing, 2003
- Co-Autor mit C. Zuckerman, A. Zajączkowski, Hazarlar ve Musevîlik (Die Chasaren und das Judentum), ediert von O. Karatay, Çorum: KaraM Yayınevi, 2005